# Великан (геоглиф)

Прорисовка геоглифа

«Великан из Серн-Эббас» (англ. Cerne Abbas Giant), в просторечии «Грубый мужик» (Rude Man), — геоглиф на склоне холма близ деревни Серн-Эббас (Cerne Abbas) к северу от Дорчестера в Дорсете, Англия.
Имея размеры в 180 футов (55 метров) в высоту и 167 футов (51 метр) в ширину, гигантская фигура обнажённого мужчины с фаллосом и дубиной в руке вырезана на склоне крутого холма, и лучше всего видна с противоположной стороны долины или с воздуха. Фигура выведена на холме траншеей в 12 дюймов (30 сантиметров) в ширину и примерно такой же глубины, которая была проделана по траве и земле, в результате чего оголился мел. В правой руке гигант держит палицу 120 футов (37 метров) в длину. В 1996 году исследование показало, что некоторые черты фигуры изменились с течением времени — в частности, гигант изначально имел плащ, наброшенный на его левую руку, и стоял над отделённой от тела головой.
Происхождение фигуры и её возраст неизвестны. Ранние исследователи связывали её с саксонским божеством, хотя никаких доказательств этого не существует. Другие учёные пытались определить её как фигуру, изображающую какое-либо божество бриттов, или римского Геркулеса, или как гибрид двух этих образов. В 1996 году исследование укрепило идентификацию с Гераклом, который часто изображается с палицей и наброшенным на руку плащом, сделанным из шкуры Немейского льва.
В 2021 году были опубликованы результаты исследований, подтвердивших средневековое происхождение «Великана из Серн-Эббаса». Для анализа образцов почвы, взятых из самого раннего археологического слоя изображения, была использована оптически стимулированная люминесценция (OSL), способная определить, когда минералы в последний раз подвергались воздействию солнечного света. Доказано, что исследованная почва в последний раз видела солнце между 700 и 1100 годами нашей эры.
Первые упоминания о фигуре появляются в середине XVIII века, и нет никаких оснований считать, что геоглиф значительно старше этого времени. Несмотря на свой небольшой возраст (в сравнении, скажем, с Уффингтонской лошадью), великан из Серн-Эббаса стал важной частью местной культуры и фольклора, получив ассоциации с культом плодородия.
Одним из самых известных фольклорных поверий, впервые записанных в викторианскую эпоху, является легенда о связи фигуры с плодородием — женщина, которая заснёт на фигуре, будет благословлена на плодовитость, а если заснёт на изображении пениса гиганта — то сможет исцелиться от бесплодия.
|                                               |                                      |  |
| Изображение гиганта на холме близ Серн-Аббаса | Траншеи в земле, формирующие рисунок |  |